# Gwendolen Guinness, Countess of Iveagh

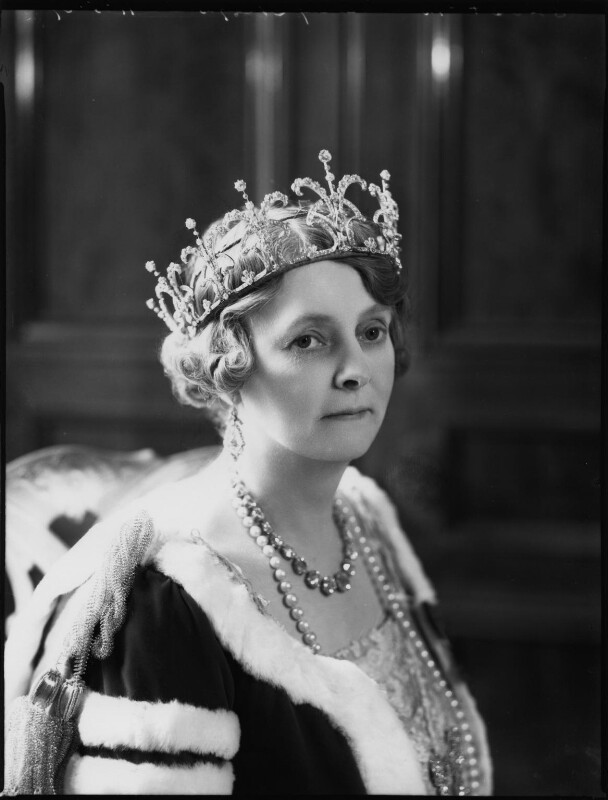
Gwendolen Guinness, Countess of Iveagh, 1937

Gwendolen Florence Mary Guinness, Countess of Iveagh (geb. Onslow, * 22. Juli 1881; † 16. Februar 1966) war eine britische Politikerin (Conservative Party).
Lady Gwendolen Florence Mary Onslow wurde 1881 als Tochter von William Onslow, 4. Earl of Onslow, und dessen Frau Hon. Florence Coulston Gardner, Tochter des Alan Gardner, 3. Baron Gardner, geboren. Am 8. Oktober 1903 heiratete sie Hon. Rupert Guinness. Aus der Ehe gingen fünf Kinder hervor. Im Jahr 1920 wurde sie als Commander in den Order of the British Empire aufgenommen. Nachdem ihr Mann 1927 den Titel 2. Earl of Iveagh erbte, führte sie den Höflichkeitstitel Countess of Iveagh. Eine weitere Folge war, dass sie nun in direkter Nachfolge ihres Mannes, dieser war als Peer in das House of Lords gewechselt, im Wahlkreis Southend-on-Sea in das House of Commons gewählt wurde und diesem vom 19. November 1927 bis zum 14. November 1935 angehörte.